# 57街
57街（英語：57th Street）是纽约的一條主要道路，它串聯了曼哈頓中城的東西方，從哈德遜河上紐約市衛生局船塢附近的西側公路至羅斯福東河公園大道的河底平台小公園為止，位於中央公園南方兩個街區。57街同時也是著名的商圈，聚集了藝術畫廊、餐廳和高檔商店。

## 周邊景點
- 紐約四季飯店
- 熨斗大廈
- 蒂芙尼公司
- 波道夫·古德曼
- 詩閣
- 西57街111号
- 卡內基大廳
- 紐約藝術學生聯盟
- 俄羅斯茶室
- 赫斯特大樓
- IFF國際香料公司

## 購物
在第六大道和公園大道之間能找到以下高級精品店：

| - 波道夫·古德曼 - Brioni - Burberry - 寶格麗 - Chanel - Coach - Dior Homme - Christian Dior - Christian Lacroix | - Miu Miu - 萬寶龍 - Prada - Rizzoli Bookstore - Yves Saint Laurent - Tiffany & Co. - Tourneau - Turnbull & Asser - 梵克雅寶 - Louis Vuitton |